# Bloomfield Township (Missaukee County, Michigan)
Bloomfield Township is een township in Missaukee County, Michigan, Verenigde Staten. Volgens de volkstelling van 2000 had het een bevolking van 475.

## Geografie
Het township heeft een oppervlakte van 92,4 km² en heeft geen noemenswaardig oppervlaktewater. Het bevindt zich op een hoogte van 322 meter boven de zeespiegel.